# Creep (película de 2014)
Creep es una película de terror psicológico estadounidense de 2014 dirigida por Patrick Brice, su debut como director, a partir de una historia de Brice y Mark Duplass, quienes protagonizan la película. Brice interpreta a un camarógrafo asignado a grabar a un cliente excéntrico, interpretado por Duplass. Creep se inspiró en las experiencias de Brice con Craigslist y las películas My Dinner with Andre, Misery y Fatal Attraction. Brice y Duplass refinaron la historia de la película durante el rodaje, lo que resultó en múltiples versiones de cada escena y varios escenarios finales alternativos.
La película se estrenó el 8 de marzo de 2014 en South by Southwest y fue lanzada en video on demand el 23 de junio de 2015 por The Orchard antes de su lanzamiento internacional a través de Netflix el 14 de julio de 2015. Recibió críticas positivas de los críticos y tiene un índice de aprobación de Rotten Tomatoes del 90%. En 2017 se lanzó una secuela, también dirigida por Brice y protagonizada por Duplass, con una tercera película planeada para un lanzamiento futuro.

## Argumento
El camarógrafo en apuros Aaron (Patrick Brice) acepta un trabajo para viajar a una cabaña remota, donde conoce a su cliente Josef (Mark Duplass). Josef explica que tiene un tumor cerebral inoperable y se espera que muera antes de que su esposa embarazada, Angela (Katie Aselton), dé a luz, por lo que desea que Aaron grabe un diario en video para su hijo por nacer. A lo largo del día, Josef muestra un comportamiento excéntrico que incomoda a Aaron, que culmina cuando Josef confiesa que violó a su esposa. A medida que Aaron, cada vez más perturbado, encuentra que su intento de partir se ve obstaculizado por no poder ubicar las llaves de su auto, intercepta una llamada telefónica de Angela, quien revela que en realidad es la hermana de Josef e insta a Aaron a escapar. Josef, sin embargo, intenta evitar que Aaron se vaya y se produce una pelea antes de que Aaron se escape.
De vuelta en su casa, Aaron comienza a recibir artículos por correo de Josef, incluida una grabación de Josef cavando una tumba. La policía no puede actuar debido a que Aaron sabe poco sobre Josef, pronto, Aaron se da cuenta de que lo está acosando. Se envía un DVD final a Aaron, donde Josef se ofrece a reunirse con él en un parque público para hacer las paces. Aaron acepta la oferta de Josef, pero se coloca una cámara y configura su teléfono para marcar rápidamente a la policía como medida de precaución. Mientras espera en un banco del parque a que llegue Josef, Josef emerge por detrás y lo mata con un hacha. Al revisar las imágenes, Josef pregunta por qué Aaron no se dio la vuelta en los momentos previos a su muerte. Concluye que Aaron creía que era una buena persona que no le haría daño y, por eso, declara que Aaron es su víctima favorita.
Más tarde, Josef recibe una llamada telefónica de su objetivo más reciente, que ahora se hace llamar Bill, mientras coloca un DVD del asesinato de Aaron junto con grabaciones de sus víctimas pasadas.

## Reparto
- Patrick Brice como Aaron
- Mark Duplass como Josef
- Katie Aselton (voz) como Angela

## Producción
Duplass dijo que la historia de la película "se inspiró en los dramas de los personajes, que son, en el fondo, los dos únicos personajes: Mi cena con Andre, Misery, y Atracción Fatal", así como "su miríada de experiencias extrañas en Craigslist a lo largo de los años." Brice y Duplass comenzaron originalmente a trabajar en Creep bajo el título provisional Peachfuzz por la máscara de lobo que pertenecía al personaje de Duplass, pero eligieron renombrar la película porque la relevancia del título aparecía más tarde en la trama de la película y no querían que los espectadores "pasaran la primera media hora tratando de averiguar por qué la película se llama Peachfuzz y [no] prestar atención a los detalles muy intrincados". Los dos construyeron la película a partir de una serie de conversaciones que tuvieron entre sí y decidieron pulir Creep durante el rodaje, lo que les permitió filmar y proyectar partes de la película para ver qué funcionaría o no en video. Como resultado, la película tuvo múltiples escenarios finales alternativos y Duplass declaró que había "de 10 a 12 permutaciones de cada escena". Sobre el proceso creativo de su personaje, Josef, Duplass explicó: "Estábamos interesados en el perfil psicológico de esta persona muy, muy extraña. Estábamos muy interesados en cómo conoces a alguien y no entiendes bien lo que pasa, pero empiezas a ver las señales. Para nosotros eso fue un intenso contacto visual, falta de espacio personal, compartir demasiado, tal vez un poco de exceso de amor por aquí y por allá. Pero para mí, hay algo que va mal con ambos tipos. Profundamente. Este concepto de «¿quién es el bicho raro en este escenario?»"

## Estreno
Creep recibió un estreno mundial en el festival de cine South by Southwest el 8 de marzo de 2014, y los derechos cinematográficos fueron adquiridos por RADiUS-TWC poco después. Los planes para el estreno en video bajo demanda fracasaron en octubre de 2014, cuando RADiUS no estrenó la película. En junio de 2015, The Orchard y Sony Pictures Home Entertainment (la empresa matriz de Orchard) adquirieron los derechos de distribución de la película. La película se estrenó el 23 de junio de 2015, en video bajo demanda, antes de un lanzamiento mundial en Netflix el 14 de julio de 2015.

### Home media
Creep se lanzó en DVD el 5 de abril de 2016, por Sony Pictures Home Entertainment.

## Acogida
Creep recibió reseñas positivas de los críticos. En Rotten Tomatoes la película tiene un índice de aprobación del 89% basada en 27 opiniones, con una puntuación media de 7.06/10. El consenso crítico afirma: "con una inteligente y extraña aproximación al horror de las películas de metraje encontrado, Creep es lo suficientemente inteligente y con una buena actuación como para mantener a los espectadores en los bordes de sus asientos". En Metacritic, la película tiene una puntuación de 74 sobre 100, basada en 6 reseñas, lo que indica "reseñas generalmente favorables". El Hollywood Reporter e Indiewire dieron a la película críticas positivas, e Indiewire señaló que aunque la película tenía sus defectos, en su mayoría trabajaban a favor de Creep. Variety señaló que Creep "podría haber sido más eficaz si la actuación de Duplass hubiera sido un poco más ambigua, y que el público hubiese tenido la oportunidad de al menos creer fugazmente que Josef podría estar diciendo la verdad", pero que "a pesar de la evidencia de los motivos ocultos de su personaje, Duplass consigue un impacto considerable al aprovechar al máximo los giros de trama mencionados." Shock Till You Drop dejó la película en su totalidad por los suelos, afirmando que "Creep podría funcionar para aquellos que no ven regularmente películas de terror, pero para el aficionado curtido, esta es una película que malgasta el tiempo con demasiada frecuencia y se siente como un ejercicio de autocomplacencia".

## Secuela
Poco después del estreno de Creep en South by Southwest, Duplass anunció que pretendía filmar una secuela y después de que los derechos de distribución de la película fueran adquiridos por RADiUS-TWC, anunció además que estaba planeando crear una trilogía. En agosto de 2014, Duplass declaró además que él y Brice planeaban filmar la segunda película de Creep a finales de año, que el reparto de la película se anunciaría durante ese tiempo, y que la trilogía se completaría en 2015. Sin embargo, en febrero de 2015, Duplass comentó que ni él ni Brice habían podido empezar a filmar Creep 2 debido a problemas de planificación, ya que las carreras de ambos hombres se habían ampliado enormemente desde el lanzamiento de Creep, pero que ambos todavía estaban desarrollando activamente el proyecto. En mayo de 2016, Duplass y Brice anunciaron habían comenzado las discusiones sobre la secuela. En agosto de 2016, Duplass reveló que había comenzado a probarse los trajes para la película. En septiembre de 2016, se anunció que la producción de la película había comenzado, con el regreso de Duplass, la unión de Desiree Akhavan al elenco y con Brice de nuevo como director. Creep 2 se estrenó en el Festival de Sitges el 6 de octubre de 2017 y se lanzó a través de vídeo bajo demanda el 24 de octubre de 2017. En Rotten Tomatoes, la película tiene un índice de aprobación del 100% basada en 23 opiniones, con una puntuación media de 7.55/10. Brice y Duplass anunciaron los planes de crear una tercera película y en marzo de 2020, declararon que estaban teniendo dificultades para elaborar un concepto, ya que querían que la tercera película fuera "super inspirada".